# Dudu Omagbemi
Macpherlin Dudu Omagbemi (Lagos, 18 luglio 1985) è un calciatore nigeriano, attaccante svincolato.

## Statistiche

### Presenze e reti nei club
| Stagione           | Squadra            | Campionato         | Campionato | Campionato | Coppe nazionali | Coppe nazionali | Coppe nazionali | Coppe continentali | Coppe continentali | Coppe continentali | Altre coppe | Altre coppe | Altre coppe | Totale | Totale |
| Stagione           | Squadra            | Comp               | Pres       | Reti       | Comp            | Pres            | Reti            | Comp               | Pres               | Reti               | Comp        | Pres        | Reti        | Pres   | Reti   |
| ------------------ | ------------------ | ------------------ | ---------- | ---------- | --------------- | --------------- | --------------- | ------------------ | ------------------ | ------------------ | ----------- | ----------- | ----------- | ------ | ------ |
| 2013-2014          | Salgaocar          | IL                 | 10         | 5          | FC              | 0               | 0               | -                  | -                  | -                  | -           | -           | -           | 10     | 5      |
| 2014               | Pune City          | ISL                | 12         | 3          | -               | -               | -               | -                  | -                  | -                  | -           | -           | -           | 12     | 3      |
| 2014-2015          | East Bengal        | IL                 | 18         | 9          | FC              | 0               | 0               | AFC Cup            | 5                  | 1                  | -           | -           | -           | 23     | 10     |
| 2015               | FC Goa             | ISL                | 5+2        | 3+1        | -               | -               | -               | -                  | -                  | -                  | -           | -           | -           | 7      | 4      |
| 2016               | Haka               | IL                 | 13         | 6          | SC              | 3               | 2               | -                  | -                  | -                  | -           | -           | -           | 16     | 8      |
| 2016               | Chennaiyin         | ISL                | 13         | 5          | -               | -               | -               | -                  | -                  | -                  | -           | -           | -           | 13     | 5      |
| 2017-2018          | East Bengal        | IL                 | 8          | 8          | SC              | 4               | 1               | -                  | -                  | -                  | -           | -           | -           | 12     | 9      |
| Totale East Bengal | Totale East Bengal | Totale East Bengal | 26         | 17         |                 | 4               | 1               |                    | 5                  | 1                  |             | -           | -           | 35     | 19     |
| 2019-2020          | Oskarshamns AIK    | E                  | 0          | 0          | SC              | 3               | 1               | -                  | -                  | -                  | -           | -           | -           | 3      | 1      |
| 2020               | MP                 | Y                  | 10         | 2          | SC              | 0               | 0               | -                  | -                  | -                  | -           | -           | -           | 10     | 2      |
| 2023               | SexyPöxyt          | K-B                | 9          | 0          | SC              | -               | -               | -                  | -                  | -                  | -           | -           | -           | 9      | 0      |
| Totale carriera    | Totale carriera    | Totale carriera    | 100        | 42         |                 | 10              | 4               |                    | 5                  | 1                  |             | -           | -           | 115    | 47     |

## Palmarès

### Club

#### Competizioni nazionali
- Campionato polacco: 1

Wisła Cracovia: 2007-2008
- Campionato ungherese: 1

Debrecen: 2008-2009
- Supercoppa d'Ungheria: 1

Debrecen: 2009
- Coppa di Lega finlandese: 1

Honka: 2011